# Epiknemium

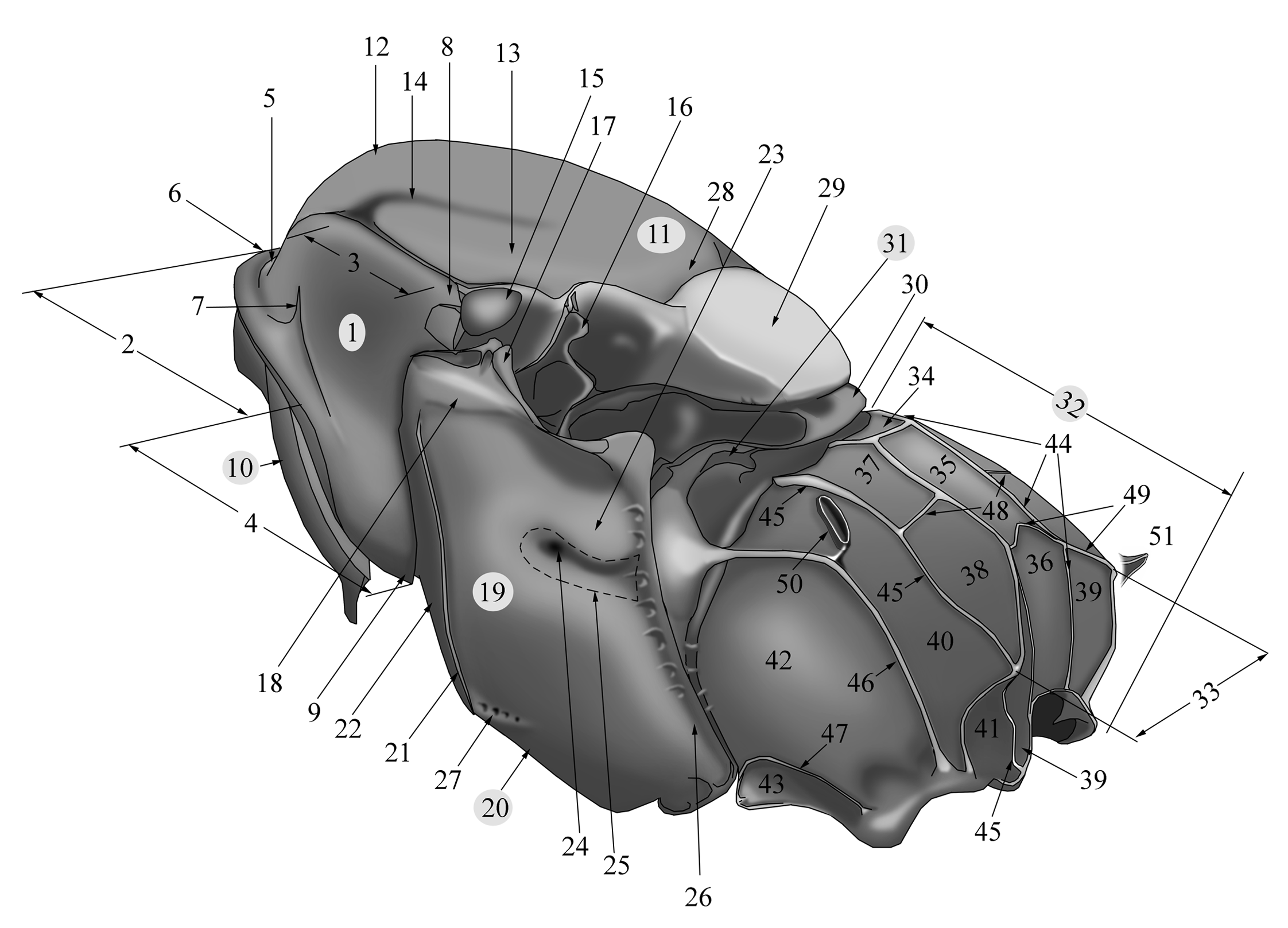
Tułów gąsienicznika. Epiknemium oznaczone jako 22, a żeberko epiknemialne jako 21

Epiknemium (łac. epicnemium) – element oskórka występujący na tułowiu owadów z rzędu błonkówek.
Termin bywa definiowany jako przednio-brzuszna część mesopectus leżąca niżej niż praepectus, w której spoczywają biodra przedniej pary odnóży, jako przednia część mezopleury (mezepisternitu) wygraniczona z tyłu żeberkiem epiknemialnym, jako brzuszny fragment praepectus lub jako synonimiczny termin na cały praepectus.
Żeberkiem epiknemialnym (łac. carina epicnemialis, carina praepectalis) określa się listewkę lub żeberko na mezopleurze biegnące mniej lub bardziej równolegle do przedniej krawędzi mezepisternitu. Może ono przechodzić dalej pod przednimi biodrami jako żeberko panewkowe (łac. carina acetabularis) i służyć nie tylko za granicę między epiknemium a przednimi biodrami, ale także za granicę między półką śródpiersia (ang. mesosternal shelf) a biodrami środkowej pary.
Dołkiem epiknemialnym (ang. epicnemial pit) nazywa się dołek lub wcisk umieszczony w przednio-brzusznym narożu mezopleury, za przednimi biodrami. U Diapriinae często jest on gęsto owłosiony.